# Grab des Nacht (Assiut Nr. 7)

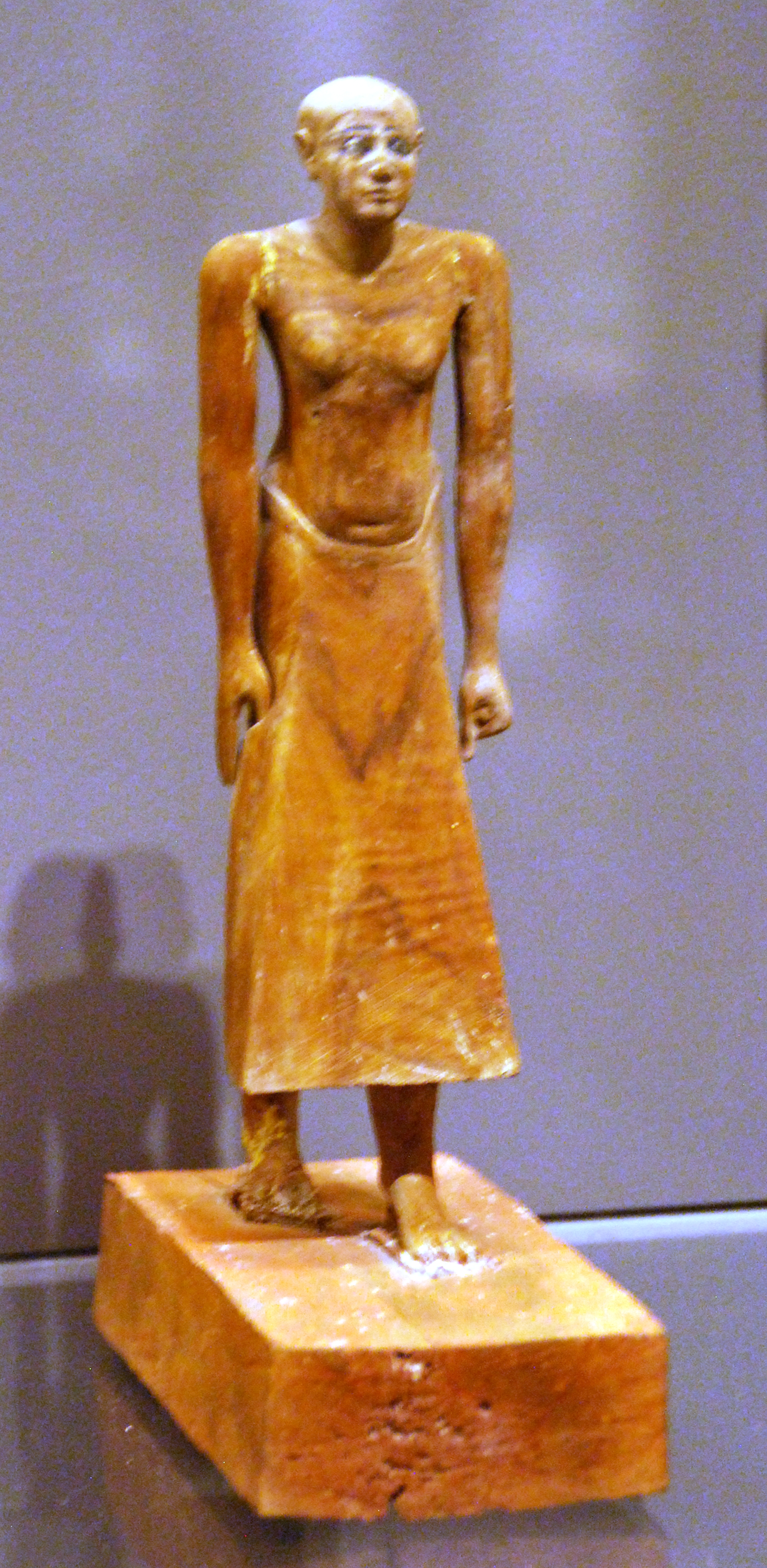
Hölzerne Statue des Nacht, heute im Museum of Fine Arts in Boston

Das Grab des Schatzmeisters Nacht wurde 1903 bei Ausgrabungen in Assiut gefunden. Es datiert an den Beginn des Mittleren Reiches und war weitgehend intakt.

## Grabdetails
Bei dem Grab des Nacht handelt es sich um ein einfaches Schachtgrab mit einer Vor- und Grabkammer. Vom Oberbau ist nichts mehr erhalten. Es ist unsicher, ob das Grab jemals einen solchen besaß. Die Grabkammer enthielt die beiden ineinander gestellten Kastensärge des Nacht sowie eine Reihe von Holzfiguren. Die Särge, die sich heute im Louvre befinden, sind mit Sargtexten, Objektfriesen und weiteren zu dieser Zeit üblichen Texten dekoriert. Auf der Leiche des Nacht befand sich eine Mumienmaske. Die Holzfiguren sind bemerkenswert, da einige von ihnen lebensgroß sind. Eine Frauenfigur, typisch für viele Gräber dieser Zeit, ist vielleicht eine Art Beischläferin und sollte Nacht auch im Jenseits sexuelle Aktivitäten ermöglichen. Sie mag aber auch ganz allgemein ein Fruchtbarkeitssymbol gewesen sein, wodurch Geburt und Wiedergeburt im Jenseits ermöglicht werden konnte. Die Funde des Grabes befinden sich heute im Louvre und in Kairo. Obwohl das Grab nach der Ausgrabung publiziert wurde, ist diese Publikation nicht in allen Details vollständig und es ist sogar unsicher, wie viele Figuren im Grab gefunden wurden.
Die Statuen aus dem Grab des Nacht
| Museum              | Höhe    | Referenz     | Bemerkung                          |
| ------------------- | ------- | ------------ | ---------------------------------- |
| Louvre E 12029      | 57,7 cm | [ 2 ]        | Opfergabenträgerin                 |
| Kairo JE 36288      | 59 cm   | [ 3 ]        | Figur der Henu, Gemahlin des Nacht |
| Kairo JE 36289      | 77 cm   | [ 3 ]        | Opfergabenträgerin                 |
| Kairo JE 36290      | 57,5 cm | [ 4 ]        | Opfergabenträgerin                 |
| unsicher            | ?       | [ 5 ]        | Opfergabenträgerin                 |
| unsicher            |         | [ 3 ]        | Opfergabenträgerin                 |
| Louvre E 11937      | 179 cm  | [ 6 ]        |                                    |
| Louvre E 12002      | 45 cm   | [ 7 ]        |                                    |
| Louvre E 12028      | 28,5 cm | [ 8 ]        |                                    |
| Cairo JE 36283      | 165 cm  | [ 3 ]        |                                    |
| Cairo JE 36292      | 48 cm   | [ 4 ]        |                                    |
| Boston MFA 04.1775, | 29 cm   | [ 9 ] [ 10 ] |                                    |
| Boston MFA 04.1776  | 41 cm   | [ 9 ] [ 11 ] |                                    |
| Cairo JE 36281      | 28 cm   | [ 4 ]        |                                    |
| Cairo JE 36282      | 13 cm   | [ 12 ]       |                                    |
| Brüssel E. 5596     |         | [ 12 ]       | Steinfigur (sitzend)               |

## Zur Person
Nacht trug die Titel Schatzmeister und königlicher Siegler. Er war demnach ein hoher Beamter. Es ist unsicher, ob er dies am Hof eines lokalen Gaufürsten von Assiut oder am Hof des Königs war.